# Kanadische Unterhauswahl 1979
- NDP: 26
- Lib: 114
- PC: 136
- SoCred: 6

Die 31. kanadische Unterhauswahl (engl. 31st Canadian General Election, frz. 31e élection fédérale canadienne) fand am 22. Mai 1979 statt. Gewählt wurden 282 Abgeordnete des kanadischen Unterhauses (engl. House of Commons, frz. Chambre des Communes). Die Wahl endete mit einer Niederlage der regierenden Liberalen Partei von Pierre Trudeau. Die von Joe Clark angeführte Progressiv-konservative Partei wurde zwar stärkste Kraft, erzielte aber nicht genügend Sitzgewinne, um eine Mehrheitsregierung bilden zu können.

## Die Wahl
Aufgrund großer Budgetdefizite, hoher Inflation und steigender Arbeitslosenzahlen war die liberale Regierung zunehmend unbeliebter geworden. Obwohl Wahlen in der Regel alle vier Jahre stattfinden, zögerte Premierminister Pierre Trudeau die Ausrufung einer Neuwahl um über ein Jahr hinaus. Er hoffte dadurch, einen Teil des verlorenen Vertrauens zurückzugewinnen. Diese Hoffnung erfüllte sich nicht: Zwar erzielten die Liberalen über 400.000 Stimmen mehr als die Progressiv-Konservativen, verloren aber aufgrund von Verzerrungen des Mehrheitswahlrechts 27 Sitze.
Die oppositionellen Progressiv-Konservativen konnten jedoch nur zum Teil von der Niederlage der Liberalen profitieren. Die Wähler schienen nicht gewillt zu sein, dem jungen Vorsitzenden Joe Clark ihr volles Vertrauen auszusprechen. Besonders schlecht schnitt die Opposition in der Provinz Québec ab, wo sie nur in zwei Wahlkreisen erfolgreich war. Demgegenüber errangen die Liberalen in Westkanada lediglich drei Sitze. Die Neuen Demokraten konnten ihre Verluste von 1974 fast wieder wettmachen. Hingegen entsandte die Social Credit Party nur noch sechs Abgeordnete ins Parlament; mit ihrer Anlehnung an die separatistische Parti Québécois stieß sie viele traditionelle Wähler vor den Kopf.
Joe Clarks Minderheitsregierung hielt weniger als neun Monate. Im Dezember 1979 wurde sie während der Budgetdebatte durch ein Misstrauensvotum gestürzt, da sich die Social Credit Party der Stimme enthielt. Bereits im Februar 1980 fand eine vorgezogene Neuwahl statt.
Die Wahlbeteiligung betrug 75,7 %.

## Ergebnisse

### Gesamtergebnis

Übersicht der Provinzen und Territorien

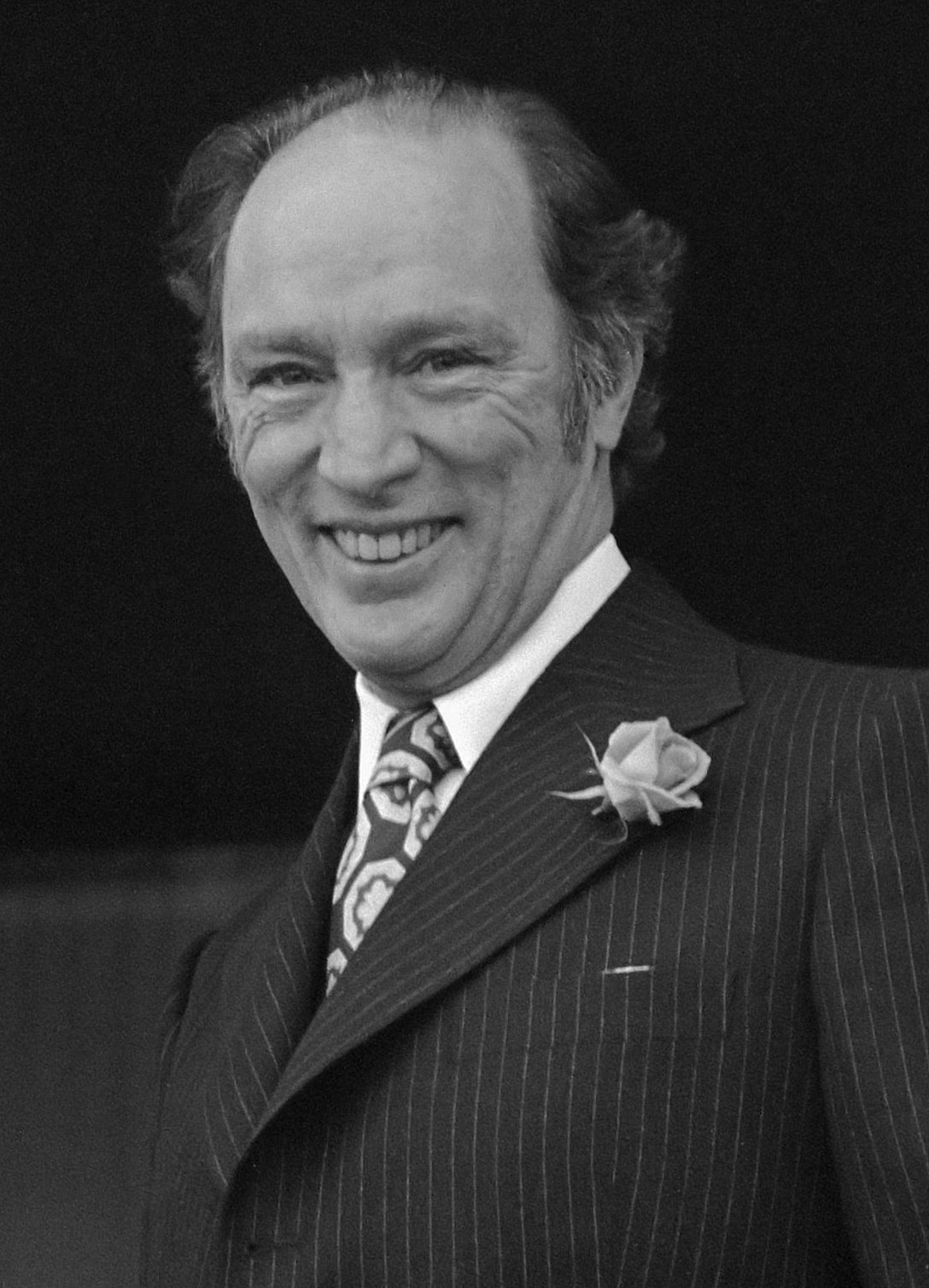
Pierre Trudeau

| Partei | Partei                         | Vorsitzender    | Kandi- daten | Sitze 1974 | bei Auf- lösung | Sitze 1979 | +/−  | Stimmen    | Wähler- anteil | +/−      |
| ------ | ------------------------------ | --------------- | ------------ | ---------- | --------------- | ---------- | ---- | ---------- | -------------- | -------- |
|        | Progressiv-konservative Partei | Joe Clark       | 282          | 095        | 098             | 136        | + 41 | 4.111.606  | 35,89 %        | + 0,43 % |
|        | Liberale Partei                | Pierre Trudeau  | 282          | 141        | 133             | 114        | − 27 | 4.595.319  | 40,11 %        | − 3,04 % |
|        | Neue Demokratische Partei      | Ed Broadbent    | 282          | 016        | 017             | 026        | + 10 | 2.048.988  | 17,88 %        | + 2,44 % |
|        | Social Credit Party            | Fabien Roy      | 103          | 011        | 009             | 006        | − 05 | 527.604    | 4,61 %         | − 0,45 % |
|        | Parti Rhinocéros               | Cornelius I.    | 063          |            |                 |            |      | 62.501     | 0,54 %         |          |
|        | Unabhängige                    |                 | 048          | 001        | 005             |            | − 01 | 30.518     | 0,27 %         | − 0,14 % |
|        | Union populaire                |                 | 069          |            |                 |            |      | 19.514     | 0,17 %         |          |
|        | Libertarian Party              | Alex Eaglesham  | 060          |            |                 |            |      | 16.042     | 0,14 %         |          |
|        | Marxisten-Leninisten           | Hardial Bains   | 144          |            |                 |            |      | 14.231     | 0,12 %         | − 0,05 % |
|        | Kommunistische Partei          | William Kashtan | 071          |            |                 |            |      | 9.141      | 0,08 %         | − 0,05 % |
|        | Sonstige Parteien              |                 | 019          |            |                 |            |      | 21.268     | 0,19 %         | + 0,01 % |
|        | Nicht parteigebunden           |                 | 001          |            |                 |            |      | 176        | <0,01 %        |          |
|        | vakant                         |                 |              |            | 002             |            |      |            |                |          |
| Gesamt | Gesamt                         | Gesamt          | 1.424        | 264        | 264             | 282        | + 18 | 11.457.008 | 100,0 %        |          |

### Ergebnis nach Provinzen und Territorien
| Partei      | Partei                         | Partei      | BC   | AB   | SK   | MB   | ON   | QC   | NB   | NS   | PE   | NL   | NW   | YK   | Gesamt |
| ----------- | ------------------------------ | ----------- | ---- | ---- | ---- | ---- | ---- | ---- | ---- | ---- | ---- | ---- | ---- | ---- | ------ |
|             | Progressiv-konservative Partei | Sitze       | 19   | 21   | 10   | 7    | 57   | 2    | 4    | 8    | 4    | 2    | 1    | 1    | 136    |
|             | Progressiv-konservative Partei | Anteil in % | 44,3 | 65.6 | 41,2 | 43,4 | 41,8 | 13,5 | 40,0 | 45,4 | 52,8 | 29,7 | 32,3 | 40,6 | 35,9   |
|             | Liberale Partei                | Sitze       | 1    |      |      | 2    | 32   | 67   | 6    | 2    |      | 4    |      |      | 114    |
|             | Liberale Partei                | Anteil in % | 23,0 | 22,1 | 21,8 | 23,5 | 36,4 | 61,7 | 44,6 | 35,5 | 40,6 | 40,6 | 34,1 | 36,4 | 40,1   |
|             | Neue Demokratische Partei      | Sitze       | 8    |      | 4    | 5    | 6    |      |      | 1    |      | 1    | 1    |      | 26     |
|             | Neue Demokratische Partei      | Anteil in % | 31,9 | 9,9  | 35,8 | 32,7 | 21,1 | 5,1  | 15,3 | 18,7 | 6,5  | 29,7 | 31,9 | 23,1 | 17,9   |
|             | Social Credit Party            | Sitze       |      |      |      |      |      | 6    |      |      |      |      |      |      | 6      |
|             | Social Credit Party            | Anteil in % | 0,2  | 1,0  | 0,5  | 0,2  | <0,1 | 16,0 |      |      |      |      |      |      | 4,6    |
|             | Parti Rhinocéros               | Anteil in % | <0,1 |      |      |      | <0,1 | 1,9  |      |      |      |      |      |      | 0,5    |
|             | Unabhängige                    | Anteil in % | 0,2  | 1,1  | 0,7  | 0,1  | 0,1  | 0,3  | 0,1  | 0,3  |      |      | 1,6  |      | 0,3    |
|             | Sonstige Parteien              | Anteil in % | 0,1  | 0,2  | <0,1 | <0,1 | <0,1 | 0,5  |      | <0,1 |      |      |      |      | 0,2    |
|             | Union populaire                | Anteil in % |      |      |      |      |      | 0,6  |      |      |      |      |      |      | 0,2    |
|             | Libertarian Party              | Anteil in % | <0,1 | <0,1 |      |      | 0,3  | 0,1  |      |      | <0,1 |      |      |      | 0,1    |
|             | Marxisten-Leninisten           | Anteil in % | 0,1  | 0,1  | 0,1  | 0,1  | 0,1  | 0,2  |      | <0,1 |      |      |      |      | 0,1    |
|             | Kommunistische Partei          | Anteil in % | 0,2  | 0,1  | <0,1 | 0,1  | 0,1  | 0,1  |      | <0,1 |      |      |      |      | 0,1    |
|             | Nicht parteigebunden           | Anteil in % | <0,1 | <0,1 | <0,1 | <0,1 | <0,1 |      |      |      |      |      |      |      | <0,1   |
| Sitze total | Sitze total                    | Sitze total | 28   | 21   | 14   | 14   | 95   | 75   | 10   | 11   | 4    | 7    | 2    | 1    | 282    |